# Lutas nos Jogos Olímpicos de Verão de 2012
As competições de lutas nos Jogos Olímpicos de Verão de 2012 foram realizadas entre 5 e 12 de agosto no ExCeL, em Londres. Foram disputados 18 eventos, sendo quatro femininos de luta livre, sete masculinos de luta livre e sete masculinos de luta greco-romana.

## Calendário
|                             | Julho | Julho | Julho | Julho | Julho | Julho | Julho | Agosto | Agosto | Agosto | Agosto | Agosto | Agosto | Agosto | Agosto | Agosto | Agosto | Agosto | Agosto |
| Lutas                       | 25    | 26    | 27    | 28    | 29    | 30    | 31    | 01     | 02     | 03     | 04     | 05     | 06     | 07     | 08     | 09     | 10     | 11     | 12     |
| --------------------------- | ----- | ----- | ----- | ----- | ----- | ----- | ----- | ------ | ------ | ------ | ------ | ------ | ------ | ------ | ------ | ------ | ------ | ------ | ------ |
| Luta greco-romana masculino |       |       |       |       |       |       |       |        |        |        |        | 2      | 3      | 2      |        |        |        |        |        |
| Luta livre feminino         |       |       |       |       |       |       |       |        |        |        |        |        |        |        | 2      | 2      |        |        |        |
| Luta livre masculino        |       |       |       |       |       |       |       |        |        |        |        |        |        |        |        |        | 2      | 3      | 2      |

|  | Dia de competição |  | Dia de final |

## Eventos

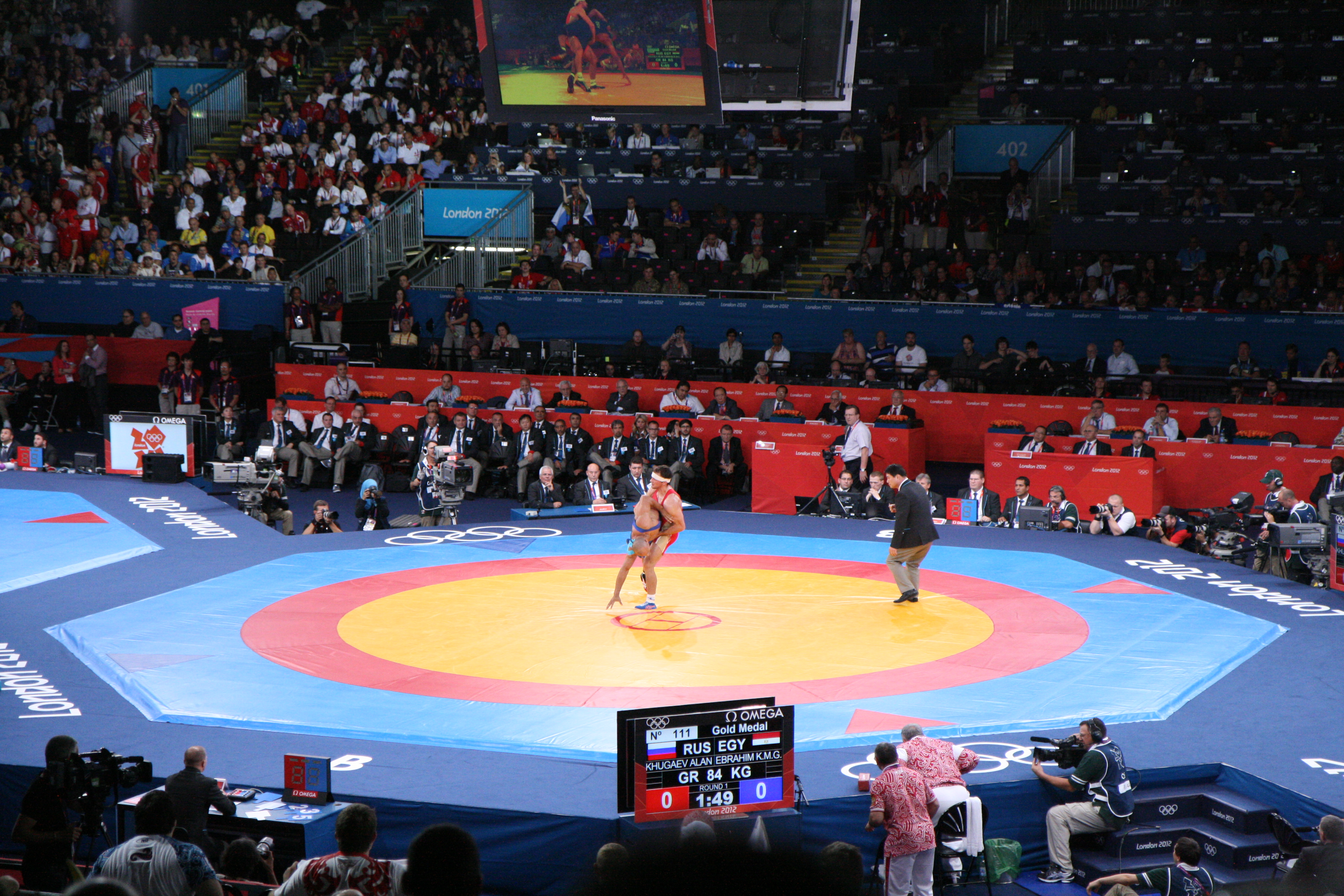
Centro de Exposições de Londres (ExCeL) durante as competições de luta.

Foram concedidas 18 conjuntos de medalhas nos seguintes eventos:
| Luta livre feminino - 48 kg - 55 kg - 63 kg - 72 kg | Luta livre masculino - 55 kg - 60 kg - 66 kg - 74 kg - 84 kg - 96 kg - 120 kg | Luta greco-romana masculino - 55 kg - 60 kg - 66 kg - 74 kg - 84 kg - 96 kg - 120 kg |

## Medalhistas

### Luta livre
Feminino
| Evento             | Ouro                         | Prata                         | Bronze                                                          |
| ------------------ | ---------------------------- | ----------------------------- | --------------------------------------------------------------- |
| Até 48 kg detalhes | Hitomi Obara JPN Japão       | Mariya Stadnik AZE Azerbaijão | Clarissa Chun USA Estados UnidosCarol Huynh CAN Canadá          |
| Até 55 kg detalhes | Saori Yoshida JPN Japão      | Tonya Verbeek CAN Canadá      | Jackeline Rentería COL ColômbiaYuliya Ratkevich AZE Azerbaijão  |
| Até 63 kg detalhes | Kaori Icho JPN Japão         | Jing Ruixue CHN China         | Lubov Volosova RUS RússiaSoronzonboldyn Battsetseg MGL Mongólia |
| Até 72 kg detalhes | Natalia Vorobieva RUS Rússia | Stanka Zlateva BUL Bulgária   | Guzel Manyurova KAZ CazaquistãoMaider Unda ESP Espanha          |

Masculino
| Evento              | Ouro                                           | Prata                                | Bronze                                                            |
| ------------------- | ---------------------------------------------- | ------------------------------------ | ----------------------------------------------------------------- |
| Até 55 kg detalhes  | Dzhamal Otarsultanov RUS Rússia                | Vladimer Khinchegashvili GEO Geórgia | Yang Kyong-il PRK Coreia do NorteShinichi Yumoto JPN Japão        |
| Até 60 kg detalhes  | Toghrul Asgarov AZE Azerbaijão                 | Besik Kudukhov RUS Rússia            | Coleman Scott USA Estados UnidosYogeshwar Dutt IND Índia          |
| Até 66 kg detalhes  | Tatsuhiro Yonemitsu JPN Japão                  | Sushil Kumar IND Índia               | Akzhurek Tanatarov KAZ CazaquistãoLiván López CUB Cuba            |
| Até 74 kg detalhes  | Jordan Burroughs USA Estados Unidos            | Sadegh Goudarzi IRI Irã              | Gábor Hatos HUN HungriaDenis Tsargush RUS Rússia                  |
| Até 84 kg detalhes  | Sharif Sharifov AZE Azerbaijão                 | Jaime Espinal PUR Porto Rico         | Dato Marsagishvili GEO GeórgiaEhsan Lashgari IRI Irã              |
| Até 96 kg detalhes  | Jake Varner USA Estados Unidos                 | Valerii Andriitsev UKR Ucrânia       | Giorgi Gogshelidze GEO GeórgiaKhetag Gazyumov AZE Azerbaijão      |
| Até 120 kg detalhes | Komeil Ghasemi IRI IrãBilyal Makhov RUS Rússia | nenhum                               | Tervel Dlagnev USA Estados UnidosDaulet Shabanbay KAZ Cazaquistão |

### Luta greco-romana
| Evento              | Ouro                            | Prata                           | Bronze                                                         |
| ------------------- | ------------------------------- | ------------------------------- | -------------------------------------------------------------- |
| Até 55 kg detalhes  | Hamid Sourian IRI Irã           | Rovshan Bayramov AZE Azerbaijão | Péter Módos HUN HungriaMingiyan Semenov RUS Rússia             |
| Até 60 kg detalhes  | Omid Norouzi IRI Irã            | Revaz Lashkhi GEO Geórgia       | Zaur Kuramagomedov RUS RússiaRyūtarō Matsumoto JPN Japão       |
| Até 66 kg detalhes  | Kim Hyeon-woo KOR Coreia do Sul | Tamás Lőrincz HUN Hungria       | Manuchar Tskhadaia GEO GeórgiaSteeve Guénot FRA França         |
| Até 74 kg detalhes  | Roman Vlasov RUS Rússia         | Arsen Julfalakyan ARM Armênia   | Aleksandr Kazakevič LTU LituâniaEmin Ahmadov AZE Azerbaijão    |
| Até 84 kg detalhes  | Alan Khugayev RUS Rússia        | Karam Gaber EGY Egito           | Daniyal Gadzhiyev KAZ CazaquistãoDamian Janikowski POL Polônia |
| Até 96 kg detalhes  | Ghasem Rezaei IRI Irã           | Rustam Totrov RUS Rússia        | Artur Aleksanyan ARM ArmêniaJimmy Lidberg SWE Suécia           |
| Até 120 kg detalhes | Mijaín López CUB Cuba           | Heiki Nabi EST Estônia          | Rıza Kayaalp TUR TurquiaJohan Eurén SWE Suécia                 |

## Quadro de medalhas
| Ordem | País                | Medalha de ouro | Medalha de prata | Medalha de bronze |    | Ordem por total |
| ----- | ------------------- | --------------- | ---------------- | ----------------- | -- | --------------- |
| 1     | RUS Rússia          | 5               | 2                | 4                 | 11 | 1               |
| 2     | IRI Irã             | 4               | 1                | 1                 | 6  | 3               |
| 3     | JPN Japão           | 4               |                  | 2                 | 6  | 3               |
| 4     | AZE Azerbaijão      | 2               | 2                | 3                 | 7  | 2               |
| 5     | USA Estados Unidos  | 2               |                  | 3                 | 5  | 6               |
| 6     | CUB Cuba            | 1               |                  | 1                 | 2  | 9               |
| 7     | KOR Coreia do Sul   | 1               |                  |                   | 1  | 14              |
| 8     | GEO Geórgia         |                 | 2                | 3                 | 5  | 6               |
| 9     | HUN Hungria         |                 | 1                | 2                 | 3  | 8               |
| 10    | ARM Armênia         |                 | 1                | 1                 | 2  | 9               |
|       | CAN Canadá          |                 | 1                | 1                 | 2  | 9               |
|       | IND Índia           |                 | 1                | 1                 | 2  | 9               |
| 13    | BUL Bulgária        |                 | 1                |                   | 1  | 14              |
|       | CHN China           |                 | 1                |                   | 1  | 14              |
|       | EGY Egito           |                 | 1                |                   | 1  | 14              |
|       | EST Estônia         |                 | 1                |                   | 1  | 14              |
|       | PUR Porto Rico      |                 | 1                |                   | 1  | 14              |
|       | UKR Ucrânia         |                 | 1                |                   | 1  | 14              |
| 19    | KAZ Cazaquistão     |                 |                  | 4                 | 4  | 7               |
| 20    | SWE Suécia          |                 |                  | 2                 | 2  | 9               |
| 21    | COL Colômbia        |                 |                  | 1                 | 1  | 14              |
|       | ESP Espanha         |                 |                  | 1                 | 1  | 14              |
|       | FRA França          |                 |                  | 1                 | 1  | 14              |
|       | LTU Lituânia        |                 |                  | 1                 | 1  | 14              |
|       | MGL Mongólia        |                 |                  | 1                 | 1  | 14              |
|       | POL Polônia         |                 |                  | 1                 | 1  | 14              |
|       | PRK Coreia do Norte |                 |                  | 1                 | 1  | 14              |
|       | TUR Turquia         |                 |                  | 1                 | 1  | 14              |
| TOTAL | TOTAL               | 19              | 17               | 36                | 72 | —               |

## Doping
Em 17 de janeiro de 2019, o Comitê Olímpico Internacional cassou a medalha de prata do georgiano Davit Modzmanashvili obtida na categoria até 120 kg masculino da luta livre por uso de turinabol oral, substância considerada proibida. O outro finalista da categoria e então medalhista de ouro Artur Taymazov, do Uzbequistão, foi igualmente desclassificado pelo uso da mesma substância dopante em 23 de julho de 2019.